# John Harryson
John Edvard Harryson (født 17. april 1926 i Katrineholm, død 28. november 2008) var en svensk skuespiller, der medvirkede i mere end 65 film og tv-serier mellem 1946 og 1998. Han var far til skuespilleren Peter Harryson.
John Harryson ligger begravet i mindelunden på Kungsholmens Kyrkogård i Stockholm.

## Udvalgt filmografi
- Begær (1946, ukrediteret)
- Eva (1958, ukrediteret)
- Sommeren med Monika (1953)
- Vildfugle (1955, ukrediteret)
- Halløj i flåden (1955, ukrediteret)
- Pigen Fanny (1968)
- Markurells i Wadköping (tv-serie, 1969)
- Miss and Mrs Sweden (1969)
- Alle tiders Kalle (1972)
- De svenske vildkatte (1972)
- Bröderna Malm (tv-serie, 1972-1974)
- En håndfuld kærlighed (1974)
- Soldat med brutet gevär (tv-serie, 1978)
- Dante - Akta're för hajen! (1978)
- Hedebyborna (tv-serie, 1978-1982)
- Sverige åt svenskarna (1980)
- Höjdhoppar'n (1981)
- Jönssonligan dyker upp igen (1986)
- Kära farmor (tv-serie, 1990)
- Pip-Larssons (tv-serie, 1998)